# Coll de les Bigues
El Coll de les Bigues és una collada situada a 1.361,4 metres d'altitud en el lloc on es troben els termes comunals de Mosset i d'Orbanyà, tots dos de la comarca del Conflent, a la Catalunya del Nord. És un coll de muntanya situat al sud del terme de Mosset i al nord-est del d'Orbanyà, al nord-oest del Serrat Gran.